# Andryes
Andryes é uma comuna francesa na região administrativa de Borgonha-Franco-Condado, no departamento de Yonne. Estende-se por uma área de 29 km². Em 2010 a comuna tinha 423 habitantes (densidade: 14,6 hab./km²).